# Emerico de Chipre (gobernador)
Emerico de Lusignan (en francés: Aimery de Lusignan; c. 1275-1316), fue un noble chipriota. Pertenecía a la Casa de Antioquía-Lusignan, ya que era hijo del rey Hugo III de Chipre. Ocupó el cargo de condestable del Reino de Chipre en 1303. En 1306, participó en un complot para derrocar a su hermano Enrique II de Chipre y establecer un gobierno de regencia bajo el mando de su otro hermano, Amalarico de Tiro. Sin embargo, Amalarico fue asesinado en 1310 y Emerico lo sucedió como regente, pero Enrique II recuperó el poder. Este último ordenó el arresto de todos los implicados en su derrocamiento, incluido Emerico. Murió en prisión en 1316.

## Biografía
Emerico era el quinto hijo del rey Hugo III de Chipre y su consorte Isabel de Ibelín. Tuvo cuatro hermanos mayores, Juan I, Bohemundo, Enrique II y Amalarico, y cinco menores, Guido, María, Margarita, Alicia, Helvis e Isabel. Se desconoce si se casó o sí tuvo descencedencia.
Su hermano Enrique II, rey de Chipre y Jerusalén, lo nombró condestable del Reino de Chipre en 1303. En 1306, tomó parte un complot orquestado por su hermano Amalarico para derrocar a Enrique II. Emerico, junto con Amalarico, Balián de Ibelín, Hugo de Ibelín y otros caballeros se presentaron en el palacio real donde exigieron a Enrique II, cuya gestión se había vuelto impopular en Chipre y que además se encontraba enfermo, de dimitir del trono y establecer un gobierno  de regencia bajo el mando de Amalarico. Debido a la falta de seguidores, el rey se vio obligado a abdicar y fue confinado en su villa de Strovolos.
Aunque el gobierno de Amalarico fue popular en un principio, se tornó impopular debido al arresto y asesinato de varios miembros de las familias más importantes del reino. Estos eventos desencadenarían en el asesinato del regente a manos del noble Simón de Montolif el 5 de junio de 1310. Emerico fue nombrado regente después de la muerte de su hermano, pero el rey, que regresó de su exilio en agosto de ese mismo año, lo derrotó y ordenó su arresto, así como los otros que habían participado en su derrocamiento. Emerico murió en la prisión de Kyrenia en 1316.